# カルメン

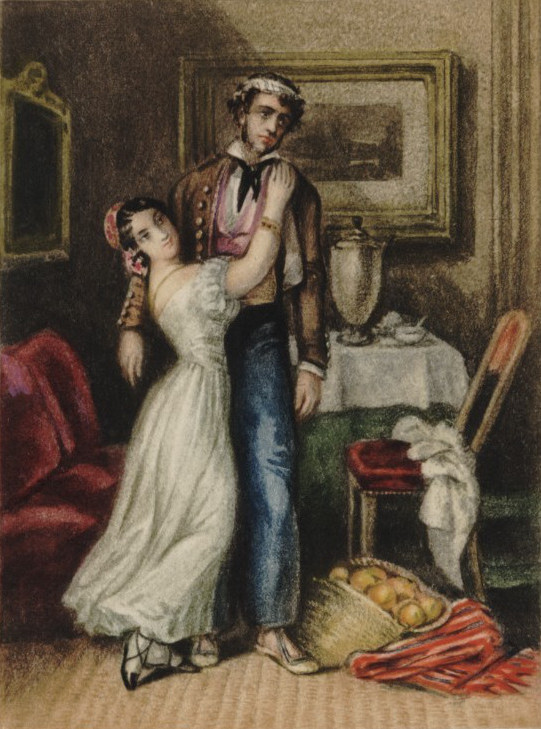
作者メリメによる水彩画

『カルメン』（Carmen）は、19世紀フランスの作家プロスペル・メリメが、1845年に「両世界評論」で発表した、全4章の中編小説、またヒロインの名前でもある。単行本は1847年刊、他に短編「アルセーヌ・ギヨ」、「オーバン神父」を収録。『両世界評論』誌で発表された際、ボヘミア人について記述した第4章はなかったが、単行本では追加されている。

## 概要
メリメは執筆前に二度スペイン旅行を行い、その1回目の旅行の際に「カルメン」の題材を思いついた。作品では作者に仮託される考古学者がスペインで出会ったある山賊の身の上話を紹介するという体裁でカルメンの物語が描かれる。彼はカルメンという情熱的なジプシー女に振り回されたあげく、悪事に身を染めてお尋ね者となり、ついには死刑となる。
原作ではスペインの民族構成の複雑さや、下層社会の抱える困難、荒涼とした風土などを背景に、ある孤独で勤実なバスク人の男が情欲のため犯罪に加担し、やがて破滅するというストーリーであり、基調としてはけっして華やかな物語ではない。一方でこの原作をモチーフとした派生作品では恋愛と嫉妬を中心にすえ、また闘牛士やフラメンコなどスペインを代表する「明るさ」を前面に出すことで物語の印象を一新している。
心に影をもち、激しく恋に燃えるが心変わりしやすく、男にとっては危険な女というカルメンのイメージは、ジョルジュ・ビゼーのオペラ『カルメン』（1874年初演）でさらに強調して描かれることになる。竜騎兵のドン・ホセ伍長はカルメンに誘惑され、婚約者を捨てて軍隊を脱走する。しかしカルメンは闘牛士に心を移し、嫉妬に狂ったドン・ホセは匕首を持って追いかけ、カルメンを刺し殺すのである。
派手やかなオペラは大衆受けし、オペラのストーリーをもとに映画も数多く作られた。現在一般にカルメンのイメージとして浸透しているのは、こうしたカルメン像であろう。カルメンという名はスペインではごくありふれた女性名であるが、こうして世界中に知られるようになったことにより、「カルメン」的性格がスペイン女性の特徴のように言われたりもする。もっとも設定のようにカルメンはロマの女（ボヘミアン）でありスペインにとっては異邦人であり、ドン・ホセがスペインの「内なる外」バスク少数民族であり、また語り手である「私」もまたフランス人であることなど、この物語の背景にある複雑な「内と外」の問題はそのままヨーロッパ社会のはらむ文化の「内と外」の緊張感を構成しておりこの小説の重要なプロットとなっている。

## 文献情報
日本語訳
- プロスペル・メリメ 著、杉捷夫 訳『カルメン』（改版）岩波書店〈岩波文庫〉、1960年12月、1-108頁。ISBN 978-4003253434。
- プロスペル・メリメ 著、堀口大學 訳『カルメン』（改版）新潮社〈新潮文庫〉、1972年5月、1-379頁。ISBN 978-4102043011。
- プロスペール・メリメ『カルメン』工藤庸子 訳・解説、新書館、1997年
  - 『カルメン／タマンゴ』工藤庸子訳、光文社古典新訳文庫、2019年

関連文献
- 奥田宏子「メリメの文化論 :『カルメン』、ヨーロッパ、アイデンティティ」（PDF）『人文研究』第169号、神奈川大学人文学会、2009年、1-24頁、CRID 1520009408217271936、ISSN 02877074、NAID 40016963619。
- 末松壽「『カルメン』はどのように作られているか(1)-脱神話のための試論」『山口大学独仏文学』第12巻、山口大学独仏文学研究会、1990年、11-32頁、CRID 1050282812427452032、NAID 110003481877。
- 末松寿「「カルメン」はどのように作られているか-2-脱神話のための試論」『山口大学文学会志』第42号、山口大学文学会、1991年12月、71-85頁、CRID 1520290885421358976、ISSN 0551133X、NAID 40003672949。
- 末松壽「『カルメン』はどのように作られているか(3)－脱神話のための試論－」『山口大学独仏文学』第14巻、山口大学独仏文学研究会、1992年、1-18頁、CRID 1050282812427465344、NAID 110003482106。
- 末松寿「「カルメン」はどのように作られているか-4-脱神話のための試論」『山口大学文学会志』第43号、山口大学文学会、1992年12月、117-132頁、CRID 1520009410387600768、ISSN 0551133X、NAID 40003672968。
- 末松壽「『カルメン』はどのように作られているか : 脱神話のための試論」『Stella』第13巻、九州大学フランス語フランス文学研究会、1994年3月、1-20頁、CRID 1390290699739324288、doi:10.15017/9950、hdl:2324/9950、ISSN 0916-6599。
- 末松壽「『カルメン』はどのように作られているか : 脱神話のための試論」『Stella』第15巻、九州大学フランス語フランス文学研究会、1996年7月、49-69頁、CRID 1390853649692744960、doi:10.15017/9967、hdl:2324/9967、ISSN 0916-6599。
 全体については <サーバーが見つかりません>[リンク切れ]
- 湯原かの子「プロスペル・メリメの『カルメン』と芥川龍之介の『偸盗』」『活水論文集. 音楽学部・共通教養・一般教育編』第38巻、活水女子大学、1995年3月、59-68頁、CRID 1571135652537042048、ISSN 13426923、NAID 110007057161。
- 宮本賢二朗「ビゼー : カルメン成立過程とハバネラ : 引用と構造」『環境と経営 : 静岡産業大学論集』第10巻第2号、静岡産業大学経営研究センター、2004年12月、105-127頁、CRID 1050282677649374848、ISSN 13415174、NAID 110004670703。